# Litoprosopus bahamensis
Litoprosopus bahamensis är en fjärilsart som beskrevs av George Francis Hampson 1926. Litoprosopus bahamensis ingår i släktet Litoprosopus och familjen nattflyn. Inga underarter finns listade i Catalogue of Life.